# Светла Златева
Светла Стефанова Златева (буг. Светла Стефанова Златева; Горња Орјаховица, 25. фебруар 1952), била је бугарска
атлетичарка чија је специјалност била трчање на 800 метара. Двострука је учесница олимпијских игара 1972 у Минхену и 1976. у Монтреалу, и двострука светска рекордерка на 800 метара, и са штафетом 4 х 800 метараа.
Златева је била удата за Ивана Колева бугарског рвача грчко-римским стилом освајача бронзане медаље на Летњим олимпијским играма 1976 у Монтреалу. Касније се развела.

## Спортска биографија
У Атини 24. августа 1973. резултатом 1:57,5 оборила је светски рекорд на 800 метара, који је држала Хилдегарде Фалк са 1:58,5. Две годије касније у Софији оборен је и светски рекорд женске штафете 4 х 800 метара са 8:08,6. Штафета је трчала у сатаву: Златева, Лиљана Томова, Тотка Петрова и Стефка Јорданова, Две године касније у Софији рекорд је побољшан 8:05,24 Састав штафете је био Николина Штерева, Лиљана Томова, Надежда Пехливанова и Златева.

## Значајнији резултати
| Датум    | Текмичење                    | Место                          | Пласман  | Дисциплина | Резултат   | Белешка  |
| Бугарска | Бугарска                     | Бугарска                       | Бугарска | Бугарска   | Бугарска   | Бугарска |
| -------- | ---------------------------- | ------------------------------ | -------- | ---------- | ---------- | -------- |
| 1970.    | Европско првенство у дворани | Беч, Аустрија                  | 6.       | 800 м      | 2:08,6     |          |
| 1971.    | Европско првенство у дворани | Софија, Бугарска               | 4.       | 400 м      | 2:08,6     |          |
| 1971.    | Европско првенство у дворани | Софија, Бугарска               |          | 4 × 400 м  | 3:47,8 НРд |          |
| 1972.    | Европско првенство у дворани | Гренобл, Француска             |          | 800 м      | 2:05,50    |          |
| 1972.    | Олимпијске игре              | Минхен, Западна Немачка        | 4.       | 800 м      | 1:59,7     |          |
| 1973.    | Европско првенство у дворани | Ротердам                       | 4,       | 800 м      | 2:03,59    |          |
| 1973.    | Европски куп нација          | Едимбург, Уједињено Краљевство | 4.       | 800 м      | 1:59,05    |          |
| 1976.    | Олимпијске игре              | Монтреал, Канада               | 6.       | 800 м      | 1:57,21    |          |
| 1977     | Европско првенство у дворани | Сан Себастијан, Шпанија        | 5.       | 800 м      | 2:02,2     |          |
| 1977     | Универзијада                 | Софија, Бугарска               |          | 800 м      | 1:58,9     |          |
| 1981.    | Европско првенство у дворани | Гренобл, Француска             |          | 800 м      | 2:01,37    |          |

## Лични рекорди
| Дисциплина   | Резултат | Место              | Датум             |
| ------------ | -------- | ------------------ | ----------------- |
| на отвореном |          |                    |                   |
| 400 м        | 54,03    | Хелсинки, Финска   | 10. август 1971.  |
| 800 м        | 1:57.21  | Монтреал, Канада   | 26. јул 1975.     |
| у дворани    |          |                    |                   |
| 800 м        | 2:01,37  | Гренобл, Француска | 22. фебруар 1981. |